# Hemigrammocharax wittei
Hemigrammocharax wittei är en fiskart som beskrevs av Poll, 1933. Hemigrammocharax wittei ingår i släktet Hemigrammocharax och familjen Distichodontidae. IUCN kategoriserar arten globalt som livskraftig. Inga underarter finns listade i Catalogue of Life.